# Live (Caravan)
Live is het tweeëntwintigste album van de Britse progressieve rockband Caravan. Het is een opname van een concert voor TV in 1990.

## Tracklist
1. Headloss - 4:29 (Pye Hastings)
2. Videos Of Hollywood - 6:32 (David Sinclair /J.Murphy)
3. Nine Feet Underground - 19:04 (David Sinclair)
4. If I Could Do It All Over Again, I'd Do It All Over You - 3:21 (Pye Hastings)
5. Winter Wine - 7:46 (Richard Sinclair)
6. In The Land Of Grey And Pink - 4:43 (Richard Sinclair)
7. For Richard - 13:16 (David Sinclair)

## Bezetting
- Pye Hastings, zang, gitaar
- Richard Coughlan, drums
- David Sinclair, keyboards
- Richard Sinclair, basgitaar, zang

Gastoptreden van:
- Jimmy Hastings (saxofoon / dwarsfluit)